# Казки У
«Казки У» (рос. Сказки У) — український скетчком виробництва студії «Квартал-95» та «Драйв Продакшн». У кожному скетчі оживають казки дитинства. Основні казкові герої серіалу: Буратіно, Ілля Муромець, Чахлик Невмирущий, Баба-Яга, Алладін, Білосніжка, Царівна-жаба і Три дівиці. В етері з 2014 до 2017 року на телеканалі «ТЕТ». 3 сезон має назву «Казки У Кіно», і кожна серія є пародією на фільм.

## У ролях
- Юрій Ткач (Збірна Дніпра) — Іван Царевич
- Ірина Сопонару («Вінницькі», «Шиворот на виворот», «Inter.ua») — Царівна-жаба
- Віктор Гевко (V.I.P) — Дракула
- Олександр Теренчук («Вінницькі», «Inter.ua») — Іван Дурень
- Ігор Ласточкін (Збірна Дніпропетровська) — Ілля Муромець
- Володимир Борисов (Збірна Дніпропетровська) — Дівиця
- Сергій Бібілов (Збірна Криму) — Карло
- Ілля Дерменжи (Збірна Криму) — Буратіно
- Тарас Стадницький («Набла», «Перша сільська збірна», «V.I.P.») — Чахлик Невмирущий
- Тетяна Песик (V.I.P) — Мар'я
- Юлія Мотрук («Легко и просто»; «Збірна портових міст») — Білосніжка/Мальвіна
- Дар'я Кобякова («Університет», «Збірна блондинок України») — Дівиця
- Христина Понунаєва («Збірна блондинок України») — Дівиця
- Чингіс Мазінов («Ещё», Сімферополь; Збірна Криму) — Джин
- Рустем Емірсалієв («Ещё», Сімферополь; Збірна Криму) — Алладін
- Дмитро Голубєв («Вінницькі», «Inter.ua») — Іван Царевич/Царь
- Олександра Шабаліна («Смак», Макіївка)[2] — Баба-Яга/Хрещена фея
- Сергій Середа («Одеські манси», Одеса) — Принц

## Опис серій
| Епізод                     | Опис |
| Перший сезон               | Перший сезон |
| -------------------------- | --- |
| 1                          | Три дівиці під вікном вирішують, що народжувати для царя богатиря не варто і розмірковують над альтернативами. Папа Карло отримує від Джузеппе чарівне поліно, і думає над тим, що з нього можна змайструвати. Іван Царевич потрапляє до будинку Баби Яги, а та виявляє бажання його з'їсти. У підсумку вони разом напиваються. Алладін звільняє Джина з лампи, і намагається змусити його виконати своє бажання — ділянку в центрі міста. Гноми страждають від хропіння Білосніжки. Чахлик Невмирущий приймає естафету «Айсбакет челлендж» від Баби Яги. |
| 2                          | До Царівни-жаби приїжджає мама, теща Івана. Царевичу потрібно пережити її візит. Папа Карло хвалиться перед Джузеппе тим, що Буратіно забезпечує його шикарною їжею, елітним алкоголем і технікою. Друг підозрює щось нечисте. Ілля Муромець доводить старцям, що він ще не готовий до бою. Чахлик отримує величезні рахунки за комунальні послуги. Три дівиці обговорюють царські корпоративи. |
| 3                          | Алладін замовляє у Джина мільйон доларів, а той пропонує пограбувати банк. Білосніжка вважає, що гноми її використовують, і змушує їх шукати їй принца. Чахлик та Мар'я збираються на вечірку. Три дівиці вирішують наткати на весь світ полотна… або чогось іншого. Іллю Муромця оглядає знахар і стверджує що, богатир здоровий. Ілля не сперечається, але вимагає виконання умов технічного райдера. Іван забув привітати Царівну-жабу з річницею перевтілення в людину. |
| 4                          | Ілля Муромець готується до візиту людей з військкомату, і прикидається іншою людиною. Насправді гості повідомляють Іллі, що дядько залишив йому спадок. Джузеппе приніс до тата Карло чергове поліно. Царівна-жаба вирішила піти на курси управління карет. Алладін зробив невдалу спробу крадіжки, і просить Джина його прикрити. Гноми вирішили самостійно розбудити Білосніжку, щоб та залишилась у них. Баба-Яга святкує день народження з подругами, але до неї вривається Іван-Царевич з проханням допомогти знайти Василину. |
| 5                          | Іван і Царівна-жаба отримали рахунок за комунальні послуги, і Царевич вирішив економити. Мар'я, турбуючись про здоров'я Чахлика, викликає лікаря для медичного огляду. Іллю Муромця виселяють з дому, оскільки той потрапив під скорочення штату. Алладін хоче переночувати у Джина, але той відмовляє, бо привів до себе дівчину. Три дівиці діляться думками про те, як сподобатись царю і як стати дівчиною «кров з молоком». Баба-Яга хоче «дембельнуться» зі своєї роботи на болоті. |
| 6                          | Чахлик Невмирущий та Мар'я хочуть відкрити свій замок з чудовиськами для екскурсій. Іван Царевич хоче продати будиночок Баби Яги без її відома. Дружина Джина не дозволяє йому йти гуляти з Алладіном. Буратіно намагається дізнатися, що ж сховано у Папи Карло за дверима. До Білосніжки приходить принц, але гноми не пускають його до оселі. Царівна-жаба та Іван вирішили звернутися до психотерапевта. |
| 7                          | Змій Горинич збирається вкрасти Василину, дочку князя Київського. Іллю Муромця звуть на допомогу. Алладін замовляє у Джина водійські права і машину. Іван Царевич пропонує Бабі Язі вийти за нього заміж, але по дружбі, фіктивно. Татові Карло холодно, але йому нічим топити піч. Три дівиці вважають, що вони занадто багато їдять і, як всі дівчата, шукають спосіб не товстіти. Білосніжка збирається покинути гномів. |
| 8                          | Папа Карло просить Буратіно піти в ліс і зрубати ялинку до Нового Року, але той відмовляється піднімати руку на «своїх». Царівна-жаба та Іван святкують Новий Рік та під бій курантів загадують бажання. До Білосніжки з гномами прийшов Санта Клаус. Три дівиці придумують собі маскарадні костюми для свята. Мар'я вважає, що Чахлик Невмирущий повинен записати привітання для всього народу. Будинок Іллі Муромця тріщить від гостей — усі вирішили зустрічати Новий рік у нього. Оскільки богатир не встає з печі — будинок у нього вільний. |
| Другий сезон               | |
| 9                          | До трьох дівиць приходить цар, і вони разом зустрічають Новий Рік. Папа Карло готується зустрічати святкову ніч з коханою жінкою, тому він намагається відправити Буратіно кудись подалі. Іллю Муромця звуть знайти викрадену дочку царя, а вона лежить у Іллі на печі. Попелюшка не може поїхати на бал, але їй на допомогу приходить її хрещена. Царівна-жаба запросила свою подругу з болота святкувати Новий рік, а Іван плутає її зі своєю дружиною. Чахлика Невмирущого напередодні Нового Року знову викликає на смертний бій Іван. |
| 10                         | Алладін вирішив вступити до університету, щоб відкосити від армії, і просить Джина допомогти. Буратіно загруз у боргах, і вирішив продати будинок тата Карло. До замку Чахлика приїхав його давній друг — граф Дракула. Дівиці взялись вивчати англійську мову, щоб спілкуватися з заморськими царями. Богатир Ілля Муромець прикидається мертвим, щоб його нарешті залишили в спокої. До будинку Попелюшки приїжджає принц, щоб знайти власницю туфельки, але несподівано для всіх він закохується в мачуху. |
| 11                         | Джузеппе порадив Карло схрестити свого дерев'яного сина з яблунею, і почати фруктовий бізнес. Алладін просить Джина допомогти дістатися до Америки. Граф Дракула в замку Чахлика відчуває себе господарем, і цим дуже обурює Мар'ю. Три дівиці вирішили влаштувати переворот, скинути царя і ввести матріархат. Іллі Муромцю приносять золоту рибку, щоб той попросив у неї одужання, але той замовляє зовсім інше. Царівна-жаба зайнялася рукоділлям — почала виготовляти ігрові приставки. |
| 12                         | Попелюшка повинна пошити сукню сестрі на бал, і намагається теж потрапити туди. Здоров'я Дракули погіршується, тому він просить Чахлика умовити Мар'ю здати кров. Три дівиці вирішили зайнятися йогою по-слов'янськи. Ілля Муромець залишився без грошової допомоги, і розглядає можливі вакансії. Алладін просить Джина зробити йому гарне спортивне тіло. Іван Царевич на кареті збиває жабу, і тепер він з дружиною вирішують, що робити далі. |
| 13                         | Алладін вирішив стати репером, і Джин готовий йому допомогти. Буратіно пропонує Карло здати його комірчину в оренду «театральним акторам». Через постійні відмови Іллі Муромця йти в бій, цар розжалував ходоків, а ті прийшли з речами до оселі богатиря. Граф Дракула запрошує Чахлика і Мар'ю до рідної Трансільванії, а заодно просить про одну послугу. Іван Царевич шукає привід попросити у царя-батюшки гроші. Хрещена приходить до Попелюшки, щоб допомогти їй потрапити на бал, але та не вірить їй. |
| 14                         | Джузеппе запропонував Карло взяти участь у шоу, талантів і здивувати журі розпилюванням Буратіно. Джин судиться з Алладіном за експлуатацію його чарівних сил. Іван Царевич чекає важливих послів, але перед зустріччю з'їдає яблуко сорту «Сон Білосніжки». Попелюшка дарує своїй сестрі прикрасу «з секретом». Дракула пив надто багато крові з високим рівнем цукру, і тепер у нього болить зуб. Ходоки приносять Іллі Муромцю зілля, яке дає сили, але той випиває його занадто багато. |
| 15                         | Дракула починає залицятися до Мар'ї, тому Чахлик викликає його на дуель. Попелюшка знаходить спосіб змусити свою зведену сестру виконати за неї роботу. Буратіно заявляє батькові, що хоче жити окремо. Цар програв у карти монголам усе своє царство. У Івана Царевича гостюють брати, що дратують Царівну-жабу. Щоб піти в бій, Ілля Муромець вимагає від ходоків принести йому меч від коваля-лівші. |
| 16                         | Чахлик Невмирущий зібрався викрадати Мар'ю у Івана, але запізнився — Іван повернув її сам. Алладін хоче красивого життя, а Джин влаштовує йому піар-компанію, щоб зробити його мером. Джузеппе пропонує Буратіно працювати рятувальником на пляжі. Брати вирішили навчити молодшого царевича влучно стріляти з лука, але куди б той не стріляв — завжди потрапляє в Царівну-жабу. Цар провів в державі реформу силових структур, і Ілля Муромець хоче стати високооплачуваним богатирем нового зразка. Фея приходить на допомогу Попелюшці, але тільки все псує. |
| 17                         | Ходоки приносять Іллі Муромцю звістку: князь посилає його до Туреччини здолати бусурманського хана. Алладін приводить додому дівчину, показує їй Джина і жалкує про це. Карло і Джузеппе дізнаються, що Буратіно краде кабель. Серед трьох дівиць виявилася одна брутальна. Попелюшка застудилась. У Царівни-жаби залишилась фобія — при згадці Чахлика, вона знову перетворюється в жабу. Іван Царевич з братами вирішують цим скористатися. |
| 18                         | Принц приїжджає до будинку Попелюшки, щоб знайти того, хто втратив «дещо», а зла сестра вирішує цим скористатися. Царівна-жаба, бажаючи захистити свого чоловіка від глузливих братів, влаштовує вікторину. Ілля Муромець збирається йти на бій, але йому не підходить стара кольчуга. Мар'я приносить у замок хом'яка, якого до смерті боїться Чахлик. Алладін приводить до хати друга, який не вірить у Джина. Буратіно посварився з Мальвіною, і хоче покінчити життя самогубством. |
| 19                         | Алладін просить у Джина ще не існуючий новий айфон. Закоханий Буратіно не бачив Мальвіну два роки, і тепер чекає на зустріч. Чахлик у поєдинку сильно вдарив Івана, і той втратив пам'ять. Цар стає дистриб'ютором у косметичних компаніях «Горіфлейм», «Кощейвон» і «Марія Кей». Царівна-жаба збирається поїхати від Івана, щоб впасти у сплячку, а той хоче перешкодити цьому і спалює жаб'ячу шкурку дружини. Попелюшка хоче поїхати на бал і кличе на допомогу хрещену, але та і сама не проти туди потрапити. |
| 20                         | Мар'я, як справжня жінка, вирішила зайнятися рукоділлям використовуючи голку Чахлика. Мальвіна стала занадто великою проблемою в сімейному бюджеті Папи Карло і Буратіно, і вони намагаються цю проблему вирішити. Івану Царевичеві Цар подарував курку, і тепер той чекає від неї золоті яйця. До Алладіна переїжджає Жасмін зі своєю мамою, і він просить Джина допомогти позбутися від настирливої тещі. Ілля Муромець доводить ходокам, що крім нього ще повно богатирів. Принц приїжджає в будинок Попелюшки, щоб знайти власницю туфельки, але там його чекають одні неприємності.                                                                                            |
| 21                         | Дівиця познайомилась із чоловіком у віртуальному світі, і йде на побачення. Ілля Муромець продає ходокам зброю. Мар'я влаштовує свого колишнього Івана-дурня покоївкою в замок Чахлика. Алладін зробив невдалу спробу пограбування, тому просить Джина змінити йому зовнішність. Мальвіна постійно зникає і приходить додому вночі п'яною — Буратіно починає турбуватися. Зла мачуха незадоволена куховарством Попелюшки, і запропонувала спробувати молекулярну кухню. |
| 22                         | Алладін зробив велику, але невдалу ставку на футбол. Ілля Муромець вирішив здавати в оренду кут в хаті, а охочі не змусили себе чекати. Царівна-жаба і Іван збираються на болото — до батьків дружини. Зла мачуха з дочкою змушують Попелюшку повернути в листопаді всі сливи на дерево. Мар'я натякнула Чахлику на одруження, а він її не зовсім правильно зрозумів. Тато Карло підозрює, що Мальвіна вагітна від Буратіно. |
| 23                         | Цар тимчасово переїхав до дівчат, і тепер всі три красуні борються за його увагу. Мальвіну взяли на роль Дездемони, і вона влаштовує репетицію разом з Буратіно. Богатирі вирішили пробратися в табір печенігів, переодягнувшись в красних дівиць. Принц став банкрутом, тому приймає рішення терміново одружитися. Алладін страждає від відсутності дівчини, а Джин знаходить йому відповідну кандидатуру. |
| 24                         | Селяни вибрали нового лідера — Івана-дурня, і, щоб повернути собі авторитет, Чахлик викликає його на дебати. У Джина забрали ліцензію. Богатирі запрошують Іллю Муромця відзначати день БДВ (богатирсько-десантних військ). Буратіно зареєструвався в соцмережі під виглядом багатого іноземця, і запросив Мальвіну жити до себе. Іван Царевич приніс додому ігуану, в якій Царівна-жаба впізнала свого старого знайомого Толіка. У мачухи закінчилися всі завдання для Попелюшки, і вона не знає, як жити далі. |
| 25                         | Три дівиці під вікном в шмотках рилися рядком. Алладін хоче стати байкером, але Джин не зовсім розуміє, що від нього хочуть… До Поповича, Добрині та Муромця приїжджає за обміном японський самурай. Мар'я затіяла ремонт у замку Чахи. Хрещену кинув чоловік, і вона заряджає всіх своїм фемінізмом. Іван Царевич вирішив з братами подивитися вдома футбол, але Царівна-жаба суворо заборонила йому шуміти. |
| 26                         | До Буратіно і Карло прийшов Термінатор, який попереджає їх про повстання дерев'яних машин. Попелюшка говорить сестриці, що її вальс давно не в моді, і обіцяє навчити її танцювати тверк. У відносинах Чахи і Мар'ї настала криза, тому Мар'я пропонує звернутися до сімейного психолога. Богатирі вирішили з'ясувати, хто в їх невеликому загоні буде командиром. Алладін захотів повернуться на півтори години назад, щоб налагодити відносини з Жасмін, але Джин знову щось наплутав. Жаба змусила Івана шукати роботу. |
| 27                         | Карло зважився продати Буратіно Карабасу. Алладін відзначає день народження, і Джин пообіцяв влаштувати йому справжнє свято. Чахлик краде і приводить до замку молоду дівчину, а Мар'я починає ревнувати. Цар скаржиться дівчатам, що у нього немає ні до чого таланту, а вони вирішили цей талант відшукати. Богатирі готуються позувати для картини, але виявилося, що Ілля Муромець виправ весь одяг. |
| 28                         | Три дівиці під вікном посварилися рядком. Джин дізнався, що п'яний Алладін має властивість начисто все забувати, і вирішив цим скористатися. Принц знаходить справжню володарку кришталевої туфельки. Мачуха і сестра залишаються одні. Мар'я вважає, що в замку завелась нечисть, і просить Чахлика допомогти від неї позбутися. Іван повертається додому з царською короною, і заявляє, що йому тимчасово доручено управління царством. Карло вирішив допомогти Буратіно зробити домашню роботу, і зібрав за кресленнями цікавий пристрій. |
| Третій сезон: Казки У Кіно | |
| 29                         | Казки У Кіно. В казці тільки дівчата Ілля Муромець та Іван Царевич пробралися у замок Чахлика Невмирущого, і підслухали його розмову з Дракулою: Чахлик збирається отруїти Царя. Раптом, нечиста сила відчула людський дух. Іван та Ілля почали тікати. Богатирі заховалися у хатинці трьох дівиць. А, щоб їх не впізнали вартові, вони переодяглися у жіночі сукні. Коли варта відступила, додому повернулися три дівиці. Дівчата дуже зраділи новим знайомим, адже їм не вистачало двох учасниць для виступу на вечірці Царя. Муромець з Царевичем розуміють, що це шанс залишитися живими та врятувати Царя, тому богатирі залюбки приєднуються до дівчачого джазового ансамблю. |
| 30                         | Казки У Кіно. Місіс та містер Невмирущі Чахлик і Мар'я одружені не так давно, але вже втомились від свого шлюбу. Їм здається, що вони знають все одне про одного. Але є одна таємниця, яку Чахлик Невмирущий весь час приховував від Мар'ї. Мар'ї здається, що Чахлик їй зраджує. |
| 31                         | Казки У Кіно. 50 відтінків зеленого Василина — скромна незграбна дівчина, яка перетворюється на жабу. Три дівиці повинні взяти інтерв'ю у Івана Царевича, найзавиднішого нареченого у всьому Королівстві, але через застуду не можуть поїхати і просять Василину. Під час інтерв'ю Василина розуміє, що царевич дуже впевнений у собі і все тримає під контролем. Він здається дівчині деспотичним і трохи лякає її, але в той самий час Василину сильно тягне до нього. |
| 32                         | Казки У Кіно. Службовий обман Ілля Муромець працює службовцем у Тридесятому Королівстві. Йому хотілося б зайняти вакантну посаду керівника легкої кавалерії, але він не знає, як підступитися до цієї справи. Старий приятель Чаха радить йому позалицятися до президента Королівства — кістяної і безсердечної Баби Яги. |
| 33                         | Казки У Кіно. Гра на вишивання Джон Крамер дістався Тридесятого Королівства, і продовжує свої експерименти тут. Він викрав трьох дівиць, Мар'ю та Василину. Дівчата опинилися у замкненій кімнаті, прикуті до стін кайданами. Із цієї кімнати вибереться лише одна. Гра почалась\| |
| 34                         | Казки У Кіно. Нелюди в чорному У казках спостерігається незрозумілий сплеск зла. Невідомим чином почали зникати люди. Організація НВЧ (Нелюди в чорному) взялась розслідувати цю справу. На чолі товариства — Чахлик. Він шукає собі нового напарника, і наймає на роботу Івана-дурника. |
| 35                         | Казки У Кіно. День бабака Принц влаштував бал для всього Королівства. Мачуха і сестра Попелюшки приготували дівчині цілий список справ, а самі поїхали на вечірку. До Попелюшки приходить хрещена Фея. Добра Фея бере на себе всю хатню роботу, перетворює лахміття Попелюшки на розкішну сукню, і відпускає її на бал, за умови, що опівночі дівчина повернеться додому. Але цього разу веселощі зайшли надто далеко. Час зіграв з Попелюшкою злий жарт: він взяв та й зупинився. |
| 36                         | Казки У Кіно. Декілька друзів Івана Чахлик Невмирущий вкрав у Івана Мар'ю. Іван збирається організувати найскладніше пограбування в історії, щоб повернути свою кохану дівчину. Він збирає команду казкових «спеціалістів», які допоможуть йому у цьому. |
| 37                         | Казки У Кіно. Іронечка долечки Іван Царевич готується зустріти Новий рік зі своєю нареченою Василиною. Перед Новим роком царевич разом зі своїми друзями відправляється в лазню. Там вони добряче напиваються. А надвечір напівсонний царевич, помилково, замість Івана-дурня, опиняється у Лісограді, у хатинці Баби Яги. |
| 38                         | Казки У Кіно. Месники Чахлик Невмирущий хоче заволодіти усім казковим світом, і перетворити його жителів на Іванів-дурнів. Про це дізнався Іван Царевич. Щоб зупинити Чахлика і побороти жахливе зло, він збирає своє непереможну команду. Наближається велика битва\| |
| 39                         | Казки У Кіно. Супермуромець Виявилося, що Ілля Муромець інопланетянин. Коли він ще був немовлям, його прислали з небес на Землю, щоб він допомагав людям. Він — Супермуромець\| Величезна сила і здатність літати допомагають йому у боротьбі з будь-якими проявами зла. |
| 40                         | Іван-дурень, рятуючись від царської охорони, потрапляє в будинок Попелюшки. Тут на нього чекає Попелюшка з принцом, хоча насправді не на нього, а на хрещену Фею, яка якраз мала повернутися з Бразилії. Саме у неї перевтілюється Іван, аби сховатися від поліції. Тим часом мачуха з донькою, довідавшись про нібито великі статки Феї, намагаються привернути її увагу до себе, щоб виправити своє матеріальне становище. Усе б нічого… Але справжня хрещена Фея вирішила навідатися з візитом до Попелюшки. |
| 41                         | Казки У Кіно. Про що говорять казкові чоловіки Четверо друзів — Чахлик Невмирущий, Дракула, Іван Царевич та Іван-дурень вирішили згадати молодість… Хлопці залишають вдома своїх дружин і їдуть на фестиваль «Кентаврійські ігри», щоб відірватися як у старі добрі часи. |
| 42                         | Казки У Кіно. Ілля Гамп Ілля Гамп розповідає незнайомцям історію про своє життя. У Іллі проблеми з ногами та низький рівень IQ. Але, не зважаючи на це, йому довелося стати учасником багатьох видатних подій. Він і печенігів розбив, і ходив у похід за Мар'єю, і навіть відкрив свій бізнес. |
| 43                         | Казки У Кіно. Багдадська полонянка Іван Царевич вирушив у сусіднє Королівство збирати місцевий фольклор. Він познайомився з красунею Василиною, зібрав кілька поетичних тостів, потрапив на вечерю до Баби Яги. І все було б чудово, якби Іван не дізнався, що дядько Василини віддає свою племінницю за нелюба. |
| 44                         | Казки У Кіно. Матеріальні секрети Чахлик Невмирущий послав Івана-дурня зняти показники лічильника. Дорогою на Івана напала невідома Сила, і він зник. Чахлик з Мар'єю пішли на пошуки хлопця, але знайшли лише його речі: меч і чоботи. Чаха думає, що Івана викрали прибульці. Агент Чалдер та агент Маллі взялися розслідувати цю справу. |
| 45                         | Казки У Кіно. 6 стільців Цар дізнається від помираючого п'янички Джузеппе про те, що той заховав діаманти своєї покійної дружини у шістьох стільцях, а потім продав їх. Цю ж історію підслухав Буратіно. Буратіно разом з татком Карлом вирушають на пошуки скарбу. А окремо від них шукати легкої наживи пішов і Цар. |
| 46                         | Казки У Кіно. Іван Всемогутній Іван Царевич незадоволений правлінням свого батька і постійно скаржиться на це своїй дружині Василині. Виявляється, Цар теж знає усе, що про нього каже рідний син. Батько пропонує сину на деякий час стати правителем. Наділивши Івана всією своєю владою, Цар має намір випробувати його й подивитися, чи зможе він упоратися із цією роботою. |
| 47                         | Казки У Кіно. Кохання — морква Колись Чаха та Мар'я обмінялися клятвами вічного кохання і стали чоловіком та дружиною. Але з часом їх стосунки втратили не лише романтику і пристрасть, а й взаєморозуміння. Одного ранку подружжя прокидається після чергової сварки і розуміє, що обмінялися тілами. Тепер Чахлику потрібно носити сукню і підбори, а Мар'ї тяжкі обладунки. Але це не всі незручності, з якими доведеться мати справу нашим героям. |
| 48                         | Казки У Кіно. Буратіно 2. Складний день Алладін замовив на OLX чарівну лампу, але вона виявилася бракованою. Замість доброго Джина у ній живе Джин, який хоче вбити Буратіно. Дорослий Буратіно дізнається про це, і посилає у минуле свою копію з майбутнього, щоб захистити самого себе в дитинстві. |